# Група на 77-те
Групата на 77-те, също Група на седемдесет и седемте, Група 77, Г-77, е най-голямата междудържавна организация на развиващите се страни, действаща в рамките на Организацията на обединените нации и на нейните органи.
Решението за създаване на групировката е прието на съвещанието на министри на развиващите се страни от Азия, Африка и Латинска Америка през 1964 г. Официално е оформена на първата сесия на Конференцията на ООН за търговия и развитие (УНКТАД) в Женева на 15 юни същата година Първоначалният брой на държавите членки на новата организация е 77, но той расте с приемането на нови страни в състава на ООН и днес те са 132.
Първото съвещание на министритена „Групата на 77-те“ се провежда в гр. Алжир – столицата на независим Алжир, на 25 октомври 1967 г. тогава е приета Алжирската харта, в която за главна своя цел Групата провъзгласява създаването на нов международен икономически ред.
Алжир е страната-председател на Групата през 2012 г.
Огромно влияние на дейността и изработката на общи позиции на „Групата на 77-те“ оказва Движението на необвързаните страни. Под въздействието на политиката на Групата се приемат важни резолюции на Общото събрание на ООН, УНКТАД, ЮНИДО, ЮНЕСКО, Програмата на ООН по околната среда (ЮНЕП), Международния фонд на ООН за селскостопанско развитие (ИФАД), ГАТТ и др.
Организацията се състои от 3 регионални подгрупи: Африканска, Азиатска и Латиноамериканска. Има и по-малки подгрупи, създадени по други критерии – Организация на страните износителки на петрол, Най-слабо развити държави и др.